# Villers-sur-le-Roule
Villers-sur-le-Roule is een gemeente in het Franse departement Eure (regio Normandië) en telt 607 inwoners (1999). De plaats maakt deel uit van het arrondissement Les Andelys.

## Geografie
De oppervlakte van Villers-sur-le-Roule bedraagt 4,3 km², de bevolkingsdichtheid is 141,2 inwoners per km².
De onderstaande kaart toont de ligging van Villers-sur-le-Roule met de belangrijkste infrastructuur en aangrenzende gemeenten.

## Demografie
Onderstaande figuur toont het verloop van het inwonertal (bron: INSEE-tellingen).